# Доценко, Виталий Дмитриевич
Вита́лий Дми́триевич Доце́нко (род. 17 февраля 1948) — российский военный историк, писатель, библиофил. Кандидат исторических наук, профессор. Капитан 1-го ранга.

## Биография
В 1972 окончил Высшее военно-морское училище имени М. В. Фрунзе, в 1980 — Военно-морскую академию.
В 1972—1978 — командир минно-артиллерийской боевой части, помощник командира и командир морского тральщика на Северном флоте.
С 1980 — преподаватель, затем старший преподаватель, доцент, профессор кафедры истории военно-морского искусства Военно-морской академии.
В 1985 году защитил диссертацию на соискание учёной степени кандидата исторических наук.
В 1989 присвоено воинское звание капитана I ранга.
Академик Петербургской Академии истории науки и техники, действительный член Русского географического общества, член Совета Ассоциации офицеров Российского флота член научных советов Российского государственного архива ВМФ, Центрального военно-морского музея и Центральной военно-морской библиотеки.
В 1994—1996 — член экспертного совета Государственного комитета РФ по оборонным отраслям промышленности по изданию научно-технической литературы. Член редколлегии 5-томной Истории отечественного судостроения, 3-томного Морского энциклопедического словаря, 6-томной Морской энциклопедии.
Автор более 100 книг и брошюр, 120 статей в сборниках и журналах, свыше 500 статей в словарях, справочниках и энциклопедиях, 13 киносценариев. Научный редактор 10 книг, составитель 8 сборников научных статей.

## Произведения
- Каталог орденов и знаков отличия белого движения и русской военной эмиграции. — СПб.: Петрополис, 1992. — 56 с. — 75 000 экз. — ISBN 5-86708-005-6.
- Морской альманах., Дева, 1993, ISBN 5-87303-002-2
- Знаки и жетоны Российского Императорского флота. 1696−1917, Logos, 1993, ISBN 5-87288-014-6 (в соавторстве с А. Д. Бойновичем и В. А. Купрюхиным)
- Русский морской мундир. 1696−1917 (подарочное издание), Атлант, 2008, ISBN 5-98655-039-8 (в соавторстве с Г. М. Гетманцем)
- Российский броненосный флот 1863—1917, Судостроение, 1994, ISBN 5-7355-0483-5
- Флот. Война. Победа. 1941−1945, Судостроение, 1995, ISBN 5-7355-0522-X
- Морской биографический словарь, Logos, 1995, ISBN 5-87288-095-2
- Три века Российского флота 1696−1996., Logos, 1996 (три тома)
- Российский императорский флот. 1696−1996. Военно-исторический справочник. — М.: Русский мир, 1996 (в соавторстве с Н. Ю. Березовским и Б. П. Тюриным)
- Мифы и легенды русской морской истории, Иван Федоров, 1997, ISBN 5-85952-067-0
- Морской костюм. История и традиции XVIII—XX вв., Искусство России, 1999, ISBN 5-8172-0006-6
- История военно-морского искусства. Судостроение, 1999 (четыре тома)
- Морские битвы России XVIII—XX вв., Судостроение, 1999, ISBN 5-7355-0583-1
- Словарь биографический морской, Logos, 2000, ISBN 5-87288-128-2
- Знаки и жетоны Российского флота 1917−1945, Полигон, 2003, ISBN 5-89173-176-2 (в соавторстве с А. Д. Бойновичем, В. А. Купрюхиным и В. Г. Живовым)
- Старший механик Григорий Михайлович Колотило (К 75-летию со дня рождения) / Ред. Л. Г. Колотило. — СПб.: Изд. ВИРД, 2004. — 128 с.[2]
- Трави до жвака-галса! Моряки смеются, 2003
- Мифы и легенды Российского флота, АСТ и Полигон, 2004, ISBN 5-17-025853-4
- Военно-морская стратегия России, Эксмо и Terra Fantastica, 2005, ISBN 5-699-09071-1 (в соавторстве с А. А. Доценко и В. Ф. Мироновым)
- Флот в Великой Отечественной войне 1941—1945 гг., Эксмо и Terra Fantastica, 2005, ISBN 5-699-12015-7 (в соавторстве с Г. М. Гетманцем)
- Тайны Российского флота, Эксмо и Terra Fantastica, 2005, ISBN 5-699-10835-1
- Знаки и жетоны Российского флота. 1945−2004., АСТ и Полигон, 2005, (в соавторстве с В. Г. Живовым)
- Спортивная слава Санкт-Петербурга и Ленинграда, Міръ, 2007, ISBN 5-98846-039-8 (в соавторстве с В. Б. Янковским)
- Морские храмы Петербурга, Аврора-Дизайн, 2008, ISBN 5-93768-026-7 (в соавторстве с Г. М. Гетманцем, А. А. Доценко и В. Н. Щербаковым)
- Вопросы крови. Легенда о Великом Ломоносове — сыне Петра Великого. — СПб.: Издательство «Аврора-Дизайн», 2010. — 208 с. ISBN 978-5-93768-033-2 (ошибоч.) (в соавторстве с Л. Г. Колотило)

## Награды
- Орден «За службу Родине в Вооружённых Силах СССР» 3-й степени